# Мусорный кризис в России

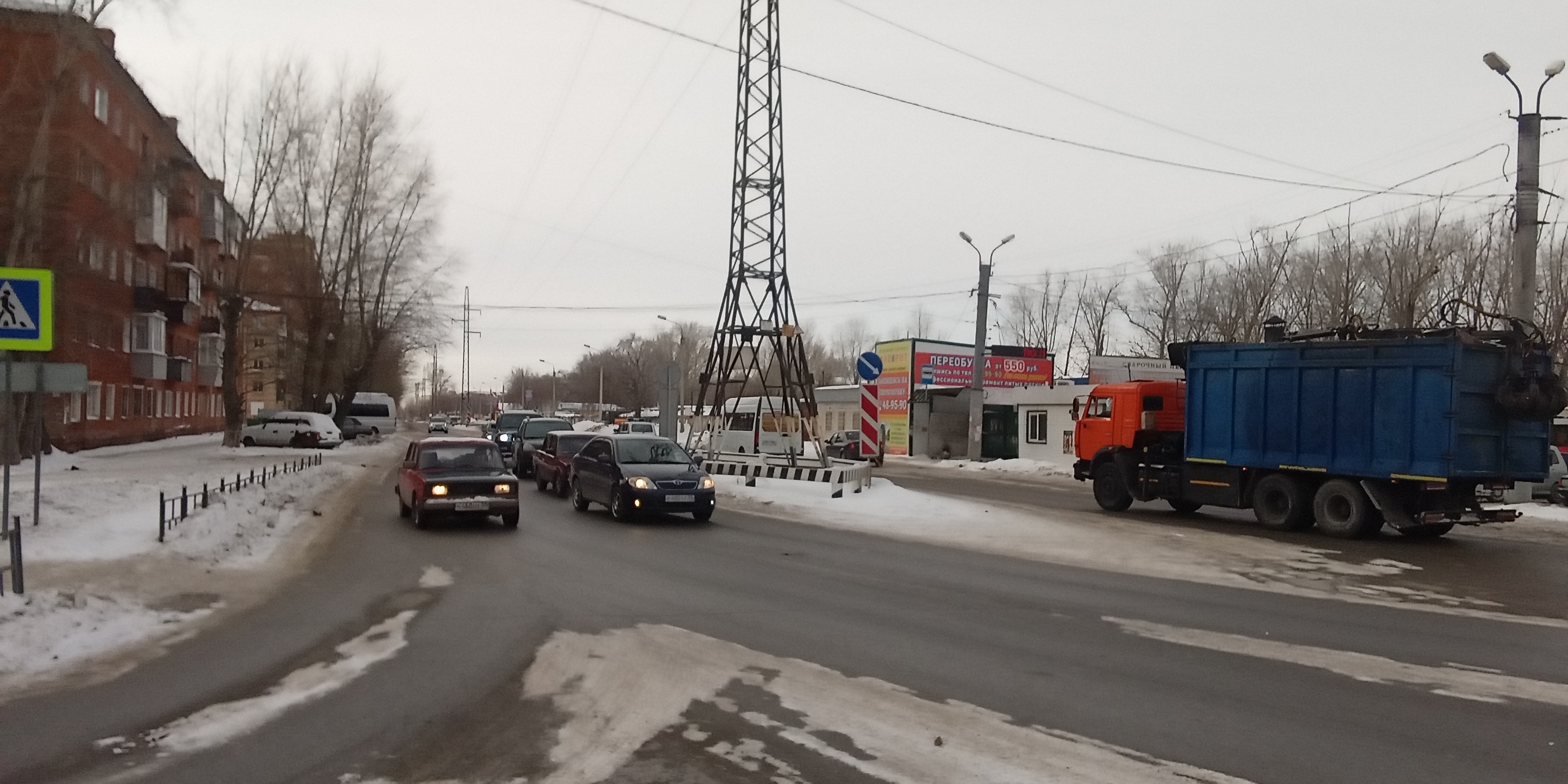
Подъезд к Омскому Нефтезаводу

Мусорный кризис в России — cистемный экологический кризис, сложившийся в Российской Федерации в сфере обращения с твёрдыми бытовыми отходами (ТБО) в конце 2010-х годов. В 2017 году тема обращения с ТКО крайне обострилась, в акциях протеста приняло участие более 36 тыс. человек. В 2018 году социальная напряженность продолжала нарастать, значительно увеличилось количество жалоб и социальных протестов, вызванных нарушением прав граждан на охрану здоровья. В начале 2019 года в 30 регионах России прошли масштабные «мусорные» протесты.
Несмотря на то, что реформа в области обращения с отходами в России начала осуществляться с 2015 года, её промежуточные результаты в 2019 году свидетельствовали о системном кризисе. Инфраструктура по обращению с отходами не создается ни государством, ни бизнесом, продолжается незаконное размещение отходов без контроля качества и количества. В обществе сложилась атмосфера недоверия к любым проектам, направленным на решение проблемы обращения с ТКО; отсутствие взаимодействия со стороны властей, невозможность высказаться, недоверие к информации являлись основными причинами недовольства. Реакцией на угрозы экологической безопасности стали десятки протестных выступлений с тысячами участников и перекрытием дорог.  16 % населения относят мусорные свалки к числу наиболее острых экологических проблем.
Положение ещё больше ухудшается из-за того, что продолжается рост образования ТКО и не принимаются меры, чтобы этот рост предотвратить. Не прекращают действовать устоявшиеся непрозрачные схемы обращения с отходами противоречащие приоритетным направлениям государственной политики. Региональные власти зачастую игнорируют принимаемые законы и правовые акты, которые, к тому же, плохо согласуются с реальным положением вещей и не имеют финансовой поддержки. Территориальные схемы обращения с отходами субъектов РФ содержат прогнозные показатели по росту образования отходов вместо его сокращения. Отсутствие мер ответственности при разработке нормативных правовых актов еще более усугубляет ситуацию.
Общественная палата Российской Федерации по ситуации на 2018 год констатировала, что частным предприятиям не удалось реализовать систему обращения с отходами. Субъекты РФ, как ранее муниципалитеты, фактически не справились со своими полномочиями. Практика показала, что ни одна государственная или бизнес-структура на 2018 год не может создать эффективную систему обращения с ТКО.

## Причины кризиса
Причинами быстро развивающегося мусорного кризиса в России являются:
- Быстрый переход от социалистической модели экономики к капиталистической с развитием общества потребления и государственного капитализма, снижающего заинтересованность и ответственность государства за развитие социальной сферы и урегулировании экологических проблем[12]
- Сверхпотребление в Москве, диспропорции развития и отношений столицы и регионов
- Большая территория страны[11]
- Значительные запасы минерально-сырьевых ресурсов[11]
- Слабая научно-практическая база, и как следствие, отсутствие высокоэффективных технологий для утилизации и переработки отходов[13]
- Отсутствие инфраструктуры по раздельному сбору и обработке отходов[13]
- Отсутствие конкуренции на рынке утилизации и переработки отходов[13].

В конце 40-х годов в СССР у населения образовывалось очень мало отходов и особых проблем с утилизацией мусора не возникало. В 60-х годах начался рост благосостояния населения, и возникла необходимость в хорошо налаженной службе удаления и переработки отходов. Была создана система приема вторсырья, в специальных пунктах можно было сдать макулатуру, стекло, металлы. Разработкой технологий по утилизации мусора занимались специалисты из соответствующих отраслей на основе технического задания по государственному заказу. С распадом СССР система утилизации мусора была разрушена. Старые полигоны переполнились гораздо быстрее, чем предполагалось — советские учёные, устанавливая нормативную базу для строительства мусорных полигонов, не предвидели такого резкого увеличения количества отходов. Незначительное количество мусора и эффективная система его утилизации, существовавшая в советской экономике, надолго сформировали пренебрежительное отношение к проблеме утилизации отходов у государственных структур и населения. Наличие большого количества земли, на которой можно было организовывать мусорные полигоны, также долгое время оттягивало обострение мусорного кризиса.
С 2004 года Правительство и Министерство природных ресурсов начали развивать деятельность по исправлению сложившейся ситуации с утилизацией отходов, но создать работающую систему не получилось. В 2018 году Общественная Палата РФ констатировала, что в стране отсутствуют структуры, способные наладить систему утилизации и переработки отходов.

## Последствия кризиса

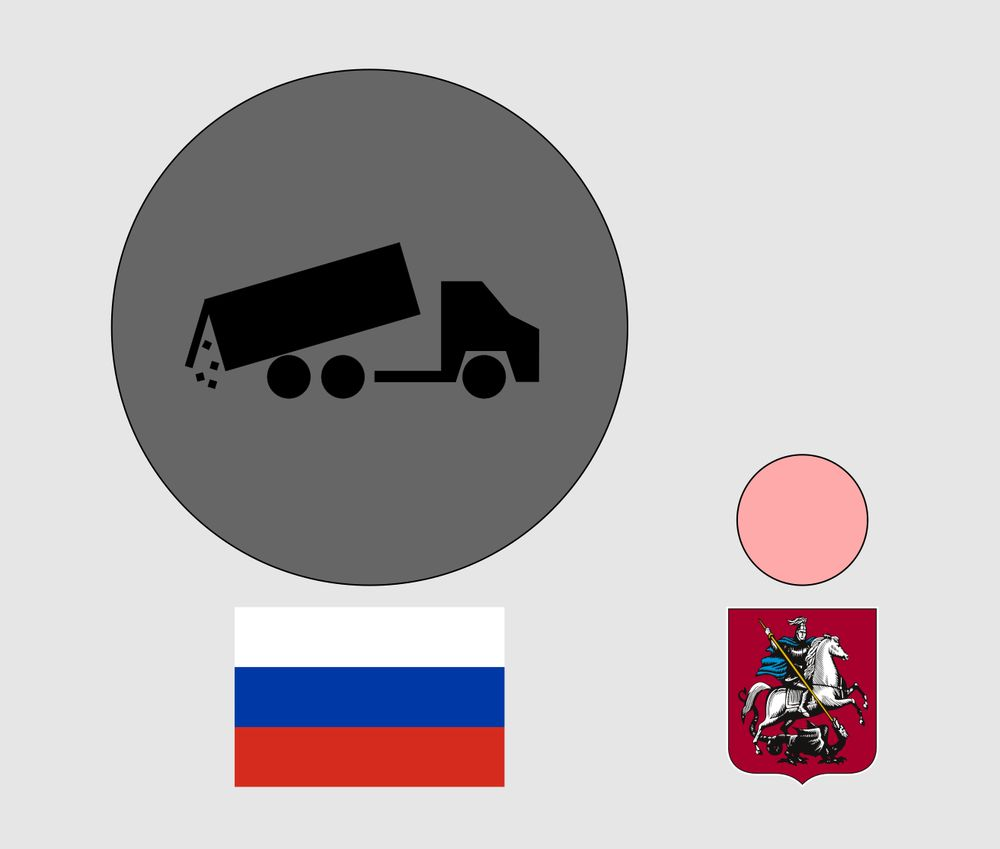
Размеры территории, занятой мусорными свалками в России, в сравнении с размерами Москвы

По ситуации на 2018 год, ежегодно в России образуется более 70 млн тонн твёрдых коммунальных отходов. Большая часть отправляется на свалки и полигоны без какой-либо сортировки и обезвреживания. Только 3-5 % отходов перерабатываются и возвращаются в промышленный оборот. Это привело к тому, что на территории России размещено свыше 30 млрд тонн отходов. Полигоны ТКО и свалки занимают 4 млн га, и ежегодно их площадь возрастает на 0,3 млн га. Почти все российские свалки переполнятся в ближайшие пять лет. Токсичные вещества со свалок и полигонов угрожают жизни и здоровью более 17 млн человек. Только 40 % граждан пользуются чистой водой. Оперативно-розыскная деятельность по делам, связанным с незаконным оборотом отходов фактически не проводится. Вследствие этого в России на начало 2018 года насчитывалось порядка 22 тыс. несанкционированных свалок.
Проблему предлагается решить, внедряя раздельный сбор ТКО. В конце 2014 года были приняты масштабные поправки в закон 89-ФЗ «Об отходах производства и потребления», в которых был установлен приоритет максимального использования сырья, предотвращения и сокращения образования отходов, их сортировки и переработки над другими способами обращения с отходами. Однако на практике приоритеты госполитики нарушаются. Принятые акты плохо согласуются с реалиями, не обеспечены поддержкой исполнительной власти, в том числе финансовой, и зачастую саботируются на уровне регионов. Недостаточная мощность предприятий по переработке сырья, крайняя степень изношенности и неразвитости существующих мощностей требуют существенного размера инвестиций — 5 трлн рублей, которые понадобятся для запуска современной перерабатывающей инфраструктуры.
Жители многих регионов России активно выражают недовольство в связи с работой действующих свалок и планами по строительству новых объектов. Вызывают нарекания неприятный запах, загрязнение воздуха, нарушения технологического регламента. Граждане выступают против стихийных свалок, строительства мусоросжигающих заводов, организации новых полигонов рядом с жильем. 3 февраля 2019 года протесты против организации мусорных свалок и полигонов бытовых отходов вблизи населенных пунктов, а также против «мусорной реформы» под лозунгом «Россия не помойка» состоялись, по разным данным, в 25-30 регионах России .
При этом 90 % жителей России готовы приступить к раздельному сбору ТКО при наличии удобной инфраструктуры.

## Акции протеста
Мусорные протесты относят к социальным протестам, в то же время они не вписываются в рамки классического социального протеста по той причине, что в них отсутствуют требования экономического характера. При этом они серьезнее политических протестов, поскольку люди непосредственно сталкиваются с тем, что наносит серьезный вред их жизни и здоровью: бесконтрольное захоронение мусора, несанкционированные свалки, мусоросжигающие заводы, вырубка лесов и парков.
Мусорные протесты стали символом неполитических протестов 2018 года. За 11 месяцев с 1 октября 2017 — 1 сентября 2018 в стране прошло 88 мусорных протестов. В 2019 году активность увеличилась — только за первые три месяца прошло 63 акции.
Большая часть протестных акций была организована активными гражданами, напрямую связанными с конкретной проблемой, в них принимают участие люди всех возрастов, различных социальных групп и политических убеждений. Участники акций не только ставят подписи под петициями, но и готовы лично принимать в них участие, тратить своё время и деньги. У протеста, как правило, нет конкретного человека, который руководит процессом, попытки различных политиков его возглавить оканчиваются неудачей. Движущей силой выступает не конкретная личность или политическая партия, а неразрешённая экологическая проблема. Так, например, в мусорном протесте на станции Ши́ес, по заявлению участников, нет лидера, но при этом очень сильны горизонтальные связи между различными группами активистов. В группах развито распределение обязанностей — оформлением жалоб, работой с технической документацией, проведением экспертизы и непосредственным участием в акциях занимаются разные участники, имеющие соответствующую специализацию.

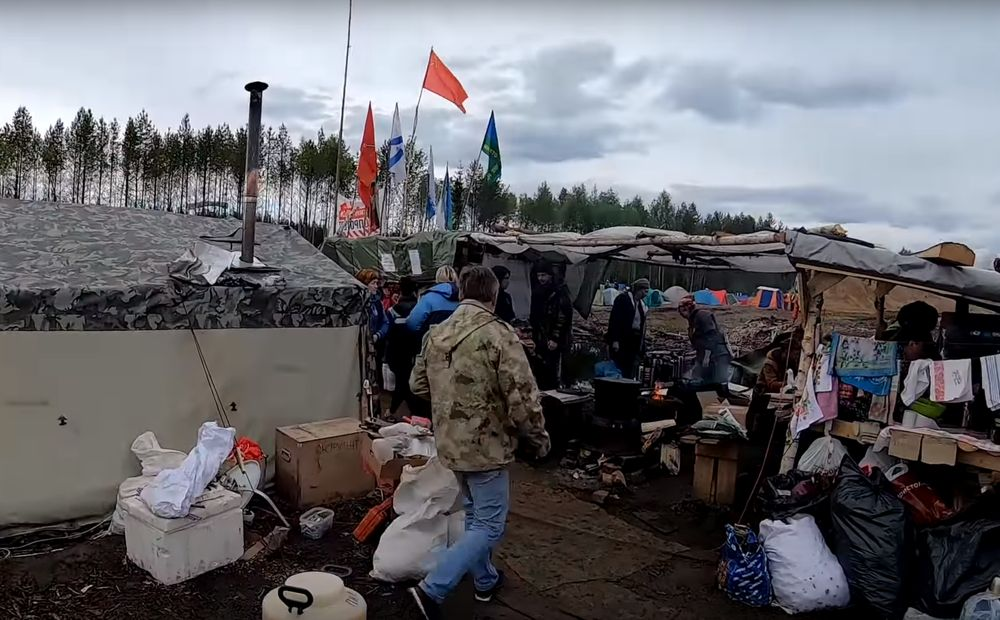
Палаточный лагерь активистов во время мусорного протеста на станции Шиес Архангельской области, июнь 2019 года

Основными причинами мусорных протестов являются:
- Прямая угроза для жизни и здоровья;
- Отсутствие видимых действий власти и бизнеса для решения экологической проблемы;
- Падение авторитета власти;
- Общее ухудшение жизненных условий населения;[29][30]

Власти, как правило, оказывают противодействие, создавая различные препятствия для проведения мероприятий вплоть до прямого силового воздействия и запугивания участников, при этом мотивация к борьбе у участников только возрастает. Попытки обвинить население в том, что они «ничего не понимают», выполняют чей-то «заказ», не патриоты, также накаляют конфликт и пробуждают злость у протестующих. Если недовольство граждан усиливается, то власти начинают искать решение проблемы или имитировать поиск такого решения. Попытки власти предлагать участникам финансовые льготы для прекращения протеста также терпят неудачу.
Наиболее масштабные мусорные конфликты развиваются в Московском регионе, Татарстане и Архангельской области, а также в Башкортостане, Республике Коми, Республике Марий Эл, Ставропольском крае, Псковской, Ивановской, Калужской, Вологодской, Ростовской, Свердловской, Владимирской, Воронежской, Ленинградской, Нижегородской, Новосибирской, Самарской, Тюменской, Тверской, Челябинской и Ярославской областях, в Сочи и Владивостоке.
Во Владимирской области с 1 января 2020 года отменили систему раздельного сбора, а тарифы повысили.

### Антимусорные протесты в Подмосковье

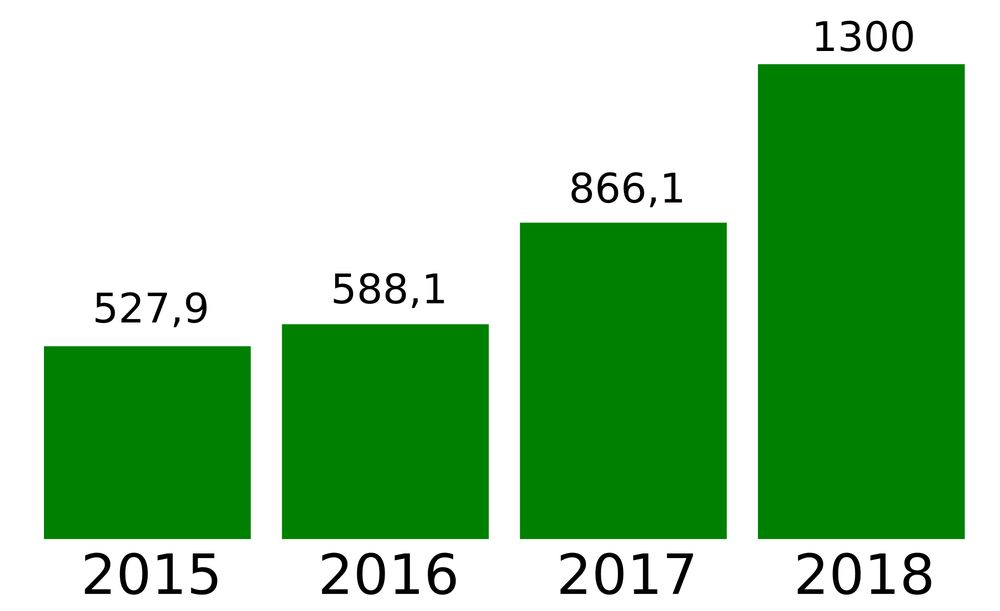
Затраты на уборку несанкционированных свалок в Москве и Московской области (в млн рублей)

Москва и Московская область создают 20 % от всего объема бытовых отходов в России, прирост ТКО в столице составляет 2,5 % в год. Каждый житель Москвы выбрасывает в 2 раза больше мусора, чем средний россиянин. Москва, город с самым объемным образованием отходов, оказалась наименее готова к решению проблемы утилизации ТКО..
На начало 2017 года Москва и Московская область оказались на пороге мусорного кризиса. Ежегодно из Москвы в область вывозится 7 млн тонн ТКО в год и многочисленные полигоны и свалки Подмосковья практически перестали справляться со столичными отходами. Общий объем накопленных отходов превысил 120 млн тонн и продолжает расти. В подавляющем большинстве полигоны ТКО возникали стихийно, без учёта природоохранных требований, в отработанных карьерах, различных выемках, котлованах. На мероприятиях по консервации полигонов ТКО подрядные организации, как правило, экономят, а без правильной консервации и рекультивации полигоны продолжают наносить огромный вред окружающей среде.
По ситуации на 2017 год существенный сегмент рынка утилизации ТКО заняли недобросовестные, стихийные участники, которые вывозят отходы на необорудованных транспортных средствах на несанкционированные свалки. В итоге наметился значительный рост расходов Москвы и области на ликвидацию несанкционированных свалок. Ликвидировать незаконный «мусорный» бизнес непросто, их связи и финансовые возможности очень велики, в московском регионе лишь 30 % уголовных дел заканчиваются вынесением приговора, в то время как в регионах — 95 %.
Я должен признаться. Что касается Московской области: мне приходилось лично некоторыми вопросами заниматься. Ничего не удавалось сдвинуть с мертвой точки, там и криминал вокруг этого крутится, бизнес процветает какой-то. Гражданам просто невозможно решить эти вопросы. Пока по моей личной команде не вставали сотрудники внутренних войск, ничего не могли сделать даже местные власти.В.В. Путин

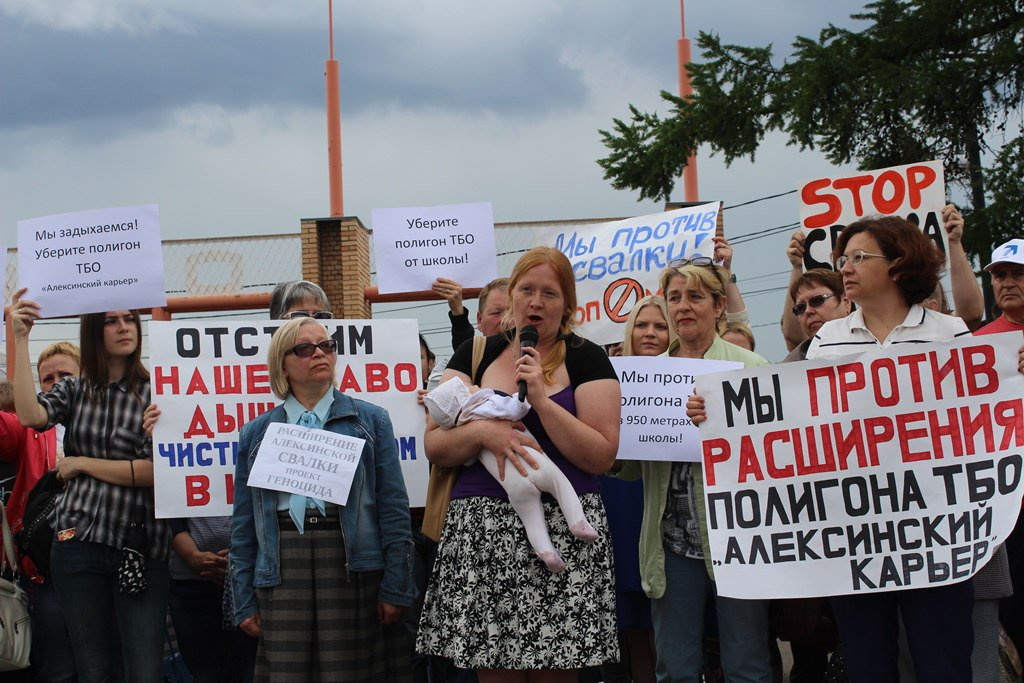
Митинг против расширения полигона ТКО «Алексинский карьер», Клин, июнь 2017 года

Обстановка осложнилась, когда плановая консервация 15 из 39 крупных полигонов в Московской области была нарушена демонстративным закрытием по указу Президента РФ полигона ТКО «Кучино» в июне 2017 года. Такое вмешательство нарушило хрупкую систему, которая не смогла быстро приспособиться к новым нагрузкам. Весь поток мусора был перенаправлен операторами на другие полигоны, которые и без того едва справлялись с поступлением отходов. Это вызвало нарастающее недовольство жителей других городов Московской области, куда стали свозить еще и отходы, предназначавшиеся для полигона ТКО «Кучино». Таким образом, разрозненная, неэффективная система управления привела к массовым протестным движениям против мусорных полигонов и деятельности мусоросжигающих заводов.
Ситуация с расширением полигонов получила широкую общественную огласку, граждане стали создавать различные региональные движения. Группы активистов вели деятельность по сбору информации и проведению мирных акций протеста с участием тысяч жителей, которые прошли в двадцати подмосковных городах, где расширялись полигоны или планировалось строительство мусоросжигающих заводов. Жители районов Подмосковья: Воскресенского, Зарайского, Коломенского, Раменского, Ступинского, Серебряно-Прудского создали общественное движение «Отпор». Задача этого движения — прекращение завоза московского мусора, отмена строительства новых и расширения действующих мусорных свалок.
Проблема мусорных свалок получила широкое освещение в информационных источниках в 2018 году. Один из самых резонансных конфликтов местного населения с органами власти произошел вокруг полигона «Ядрово» в Волоколамске, когда в конце марта 2018 года более 240 человек обратились за медицинской помощью в связи с отравлением испарениями мусорной свалки, а почти 60 детей из разных школ получили отравление сероводородом и были госпитализированы. 1 апреля 2018 года жители Волоколамска провели самый крупный митинг в Московской области — в нём приняли участие около 7000 человек. Всего за период с марта 2017 года до лета 2018 года в различных акциях протеста приняли участие около 36 тыс. человек. Митинги прошли в городах: Клин — до 4000 человек, Черноголовка — до 3000 человек, Коломна — до 3000 человек, Серпухов — до 2000 человек, Орехово-Зуево — до 2000 человек, Чехов — до 1000 человек, Воскресенск, Ногинск, Подольск, Наро-Фоминск, Солнечногорск, Руза и других.
Мусорный кризис и массовые протесты в Подмосковье, после которых были закрыты 24 мусорных полигона из существовавших 39, вынудили правительство Москвы искать альтернативные возможности решения проблемы удаления из столицы ТКО. В начале 2018 г. столичные компании по вывозу мусора на самых выгодных для области условиях просили у властей Подмосковья землю под полигоны, но не получили ее. В результате было принято решение: построить четыре мусоросжигательных заводов в Подмосковье к 2022 году, а также вывозить отходы в отдалённые регионы России. Земли были найдены на территории Архангельской области, около железнодорожной станции Ши́ес. Из Москвы в ЭкоТехноПарк «Шиес», согласно официальному сайту, в течение 20 лет, начиная с 2020 года, планировали вывозить около 500 тыс. тонн ТКО в год.

### Архангельская область и Республика Коми
В июне 2018 года местные жители случайно обнаружили начавшуюся стройку в лесу. В конце 2018 года протесты охватили многие населённые пункты Архангельской области, жители протестовали против возможного ввоза отходов московского региона.
2 декабря 2018 года в 21 населённом пункте Архангельской области прошли митинги против строительства свалки для московского мусора на железнодорожной станции Ши́ес, собравшие, по оценкам организаторов, около 30 тысяч участников по всей области (в том числе в Архангельске — от 3 до 5 тысяч человек, 9-10 тысяч человек в Северодвинске). Губернатор Архангельской области Игорь Орлов заявил, что на улицы вышли 7-8 тысяч человек.

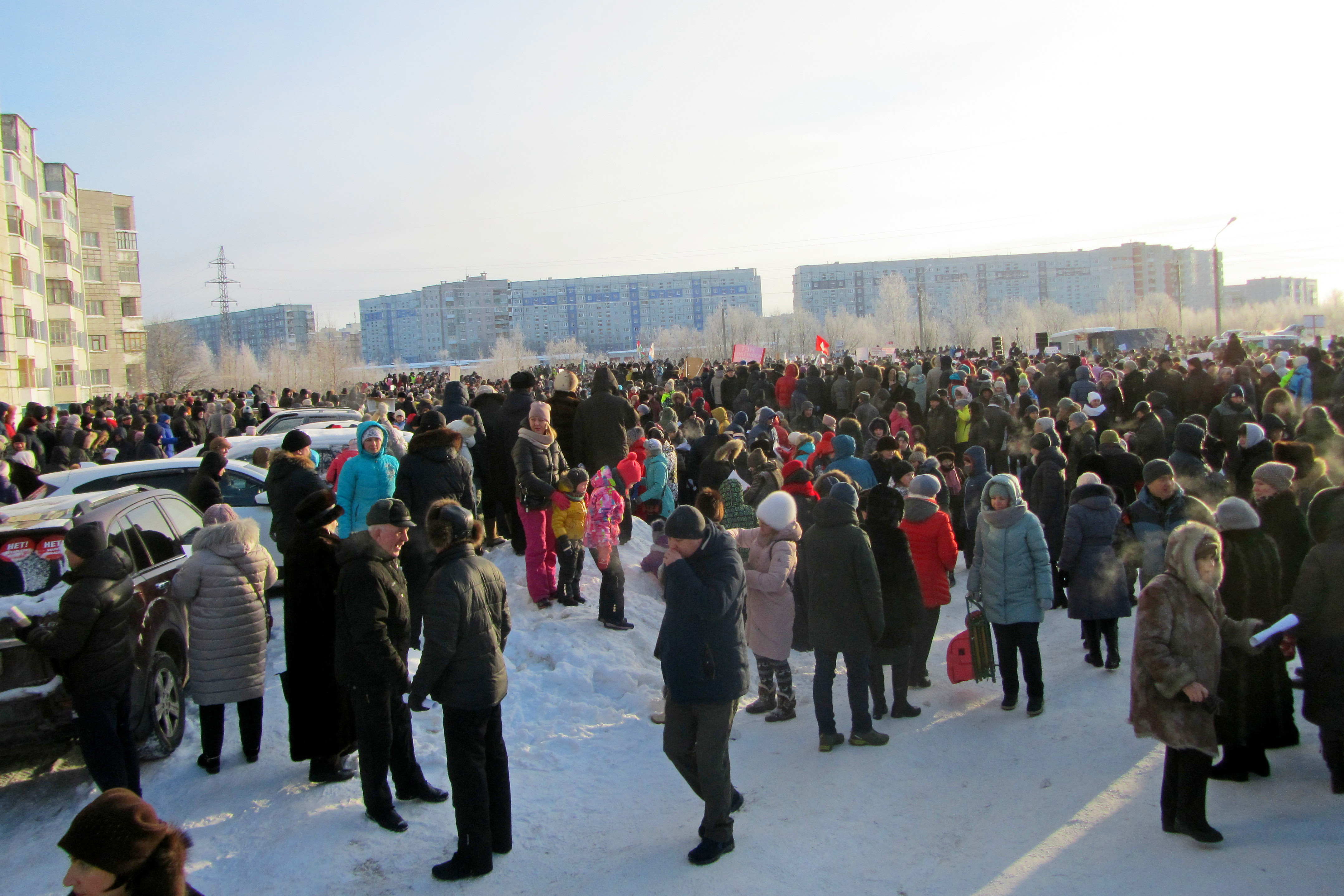
Митинг 3 февраля 2019 года в Северодвинске в рамках акции «Поморье не помойка», количество участников — 9000 человек.

3 февраля 2019 года митинг в Архангельске собрал около 5 тысяч человек. Городские власти под надуманным предлогом отказали в проведении мероприятия в центре города, поэтому митинг состоялся на окраине города, на площадке на Левом берегу Северной Двины. Тысячи людей в 20-градусный мороз пешком перешли по железнодорожному мосту к месту проведения митинга. В Северодвинске на митинг вышли более 9000 человек, в 60-тысячном Котласе — 2000 человек. Всего по области на протестные митинги вышли до 25 000 человек.
24 февраля антимусорный митинг в Северодвинске собрал более 10 тысяч человек.
27 марта 2019 года депутаты Архангельского областного собрания депутатов проголосовали против проведения референдума о запрете ввоза мусора из других регионов на территорию Архангельской области.
7 апреля 2019 года в Архангельске прошла не санкционированная властями акция протеста (марш и митинг) против строительства на станции Ши́ес полигона для мусора из Москвы.
Также 7 апреля был объявлен бессрочный протест на центральной площади Ленина. С 7:30 до 22:00 здесь постоянно находятся люди. Жители Архангельска приносят митингующим еду и теплую одежду. Власти задерживает участников митинга, многим были присуждены штрафы. Однако, по словам активистов, рядовые полицейские, которые дежурят на площади, относятся к ним сочувственно.
Совет при Президенте Российской Федерации по развитию гражданского общества и правам человека, основываясь на заключении специалистов Двинско-Печорского бассейнового водного управления Федерального агентства водных ресурсов, пришёл к выводу, что строительство полигона для московского мусора на Шиесе в границах II и III поясов зоны санитарной охраны источника питьевого и хозяйственно-бытового назначения приведёт к загрязнению рек и нарушит все возможные санитарные нормы.
В апреле были повреждены два деревянных моста на участке технологической дороги «Мадмас — Шыладор», которые использовались для проезда техники на стройку полигона на станции Шиес. Ранее, в марте, недалеко от станции Шиес произошло столкновение дежуривших экоактивистов и рабочих с мусорной стройки.
25 апреля 2019 года Архангельский областной суд признал незаконным постановление Архангельского областного собрания депутатов против проведения референдума о запрете ввоза мусора из других регионов на территорию Архангельской области. После этого губернатор Архангельской области Игорь Орлов, Архангельское областное Собрание и Прокуратура Архангельской области обжаловали в Верховном суде РФ решение Архангельского областного суда. 25 июня 2019 года Верховный суд Российской Федерации отменил решение Архангельского областного суда о проведению референдума по ввозу отходов из других регионов на территорию Архангельской области.
26 апреля 2019 года руководитель юридической службы одного из подразделений международной правозащитной группы «Агора» Алексей Глухов сообщил о первом применении закона о «фейковых новостях» (Федеральный закон от 18 марта 2019 г. N 31-ФЗ «О внесении изменений в статью 15.3 Федерального закона „Об информации, информационных технологиях и о защите информации“»), вступившего в силу 29 марта, против экоактивистки Елены Калининой, разместившей 26 марта в 21:43 пост в социальной сети Вконтакте с анонсом антимусорной акции 7 апреля. После того, как 19 апреля Октябрьский суд Архангельска признал шествие и митинг 7 апреля незаконными, полицейские составили протокол о том, что информация о времени и месте митинга и шествия и месте их проведения является фейковой. В середине апреля Калинину уже оштрафовали на 15 тысяч рублей за этот же пост с призывом выходить на антимусорную акцию.
19 мая на площади Терёхина в Соломбале (Архангельск) прошёл согласованный митинг-концерт в поддержку Ши́еса. Перед митингом активисты заметили, что на то же время сделаны другие массовые мероприятия в Архангельске от имени администрации. По подсчётам активистов движения «Поморье не помойка!», на акцию пришло около 8 тыс. людей.
16 июня у ДК «Строитель» в Северодвинске прошёл митинг в поддержку активистов на станции Ши́ес. Администрация города на это же время заявила празднование дня рождения Парка культуры; на стадионе «Беломорец» — футбольный матч. Несмотря на остальные акции, на протест пришло 4 тыс. человек. После митинга активисты пошли на Площадь Победы и обсуждали тему Шиеса до 20:00.
26 августа 2019 года Левада-Центр опубликовал опрос, проведённый среди жителей Архангельской области. По его итогам, 95 % респондентов выступили против строительства мусорного полигона в Ши́есе, 3 % выразили согласие.
22 сентября 2019 года в единый день протеста в Архангельске прошёл антимусорный митинг в Соломбале на площади Терёхина, на который пришло две тысячи человек.
В сентябре 2019 года Вилегодский районный суд отказал прокуратуре в иске об отчуждении в пользу государства (технопарка) земельных участков на станции Шиес, принадлежащих частным лицам, под полигон. Архангельский областной суд согласился с этим решением.
8 декабря 2019 года на митинг против строительства мусорного полигона на станции Ши́ес в городе Котласе на юге Архангельской области пришли 10 250 человек.
2 июня 2020 года распоряжением Правительства Архангельской области «О расторжении соглашения о сопровождении инвестиционного проекта между Правительством Архангельской области и обществом с ограниченной ответственностью „Технопарк“ от 20 мая 2019 года от 2 июня 2020 г. № 217-рп» было расторгнуто соглашение между правительством Архангельской области и ООО «Технопарк». При расторжении соглашения информация об инвестиционном проекте компании «ЭкоТехноПарк „Ши́ес“» должна быть исключена из реестра приоритетных инвестиционных проектов Архангельской области. По предписанию суда на станции Ши́ес также предстоит провести рекультивацию испорченного участка земли. По мнению эксперта Андрея Чуракова, исключение объекта на станции Ши́ес из числа приоритетных инвестпроектов носит формальный характер. Для завершения проекта московской мусорной свалки необходимо исключить её из генплана Урдомы, в который она была вписана без учёта мнения местных жителей и местных властей, и приступить к восстановлению нарушенной территории, вырубленных лесов на месте стройки. Сама же история с Шиесом, по сведениям Чуракова, была попыткой привезти на станцию Шиес отходы столичной реновации — остатки московских пятиэтажек, а инвестиционный проект стал позже лишь прикрытием этой истории.

### Санкт-Петербург и Ленинградская область
На мусорном полигоне «Красный бор», расположенном в Ленинградской области, сложилась критическая ситуация, предупредил в сентябре 2018 года секретарь Совета безопасности России Николай Патрушев. На свалке скопилось около 2 млн тонн токсичных промышленных отходов, полигон уже проинспектировала комиссия Совбеза по обеспечению экологической безопасности.
По словам Патрушева, ситуация осложняется тем, что до сих пор не определено организационно-правовое положение «Красного бора». По словам полпреда президента России в Северо-Западном Федеральном округе Александра Беглова, Санкт-Петербург и Ленинградская область не могут самостоятельно решить проблему и им необходима помощь из федерального бюджета. Беглов назвал ситуацию с «Красным бором» «опасной экологической бомбой».
Секретарь Совбеза и полпред Президента России призвали Министерство природных ресурсов и экологии и правительство Санкт-Петербурга срочно принять меры для улучшения экологической ситуации в районе полигона, провести обезвреживание захороненных химических отходов. По словам Патрушева, пока эти мероприятия не включены в программу Петербурга по охране окружающей среды. По его словам, в Северо-Западном округе нет эффективной системы обращения с отходами: «Ресурсы полигонов использованы более чем на 90 %. При этом обустройство большинства объектов размещения отходов не соответствует действующим санитарным нормам и правилам». Каждый год на территории округа образуется 465 млн тонн отходов, из них перерабатывается и обезвреживается не более 23 %. Он также отметил рост числа незаконных свалок. Только в прошлом году в округе было выявлено свыше 3000 несанкционированных свалок.
В июле 2020 года губернатор Ленинградской области Александр Дрозденко заявил, что Ленинградская область планирует полностью избавиться от мусорных полигонов к 2023 году. Также он рассказал о планах по созданию нового комитета, который будет заниматься вопросами обращения с отходами.

## Действия по преодолению кризиса

### Президент России
В июне 2017 года, когда на прямой линии с Владимиром Путиным жители Балашихи пожаловались главе государства на непереносимые условия жизни рядом с мусорным полигоном, мусорные отходы на котором скапливались в течение 50 лет, Владимир Путин сказал следующее:

Вопрос очень болезненный и сложный. Я прекрасно Вас понимаю. Посмотрел сейчас эту свалку. <…> Кстати говоря, я смотрю, Вы стоите на фоне дома: ему явно не 50 лет. Кто‑то принял решение строить здесь дома, рядом с этой свалкой, которая складывалась 50 лет. Тоже надо вспомнить, наверное, «добрым словом» тех людей, которые принимали решение о строительстве в этом месте. Тем не менее мы имеем то, что имеем, и должны на это реагировать. Конечно, мы знаем о проблеме, которая наиболее остро, кстати говоря, имеет место в Московской области, в Татарстане, в Туле, в некоторых других регионах.
Но что предполагается сделать? Принято решение о строительстве мусороперерабатывающих заводов. На первом этапе их будет пять, четыре из них — в Московской области. <…>
У нас закон принят уже давно по поводу работы с отходами, но его введение в действие постоянно откладывали, теперь принятие решения, по‑моему, с 1 января 2019 года. Почему откладывали? Откладывали потому, что предусмотрены так называемые утилизационные сборы для промышленности, и в условиях экономического кризиса считалось, и промышленность нас всё время просила не вводить эти сборы, потому что это обременяет экономику <…>
<…> А что касается Балашихи, то позанимаемся отдельно, постараемся это сделать. Я прекрасно понимаю и вижу, вижу сейчас прямо остроту этой проблемы, она складывалась десятилетиями. Попробуем сделать это как можно быстрее.
— 
Через год, на следующей прямой линии 7 июня 2018 года, когда проблема утилизации мусора вновь была затронута, Владимир Путин сказал следующее:

 Это вопрос чрезвычайно важный и острый. Мы в последнее время, слава Богу, обращаем на него всё больше и больше внимания.
Что можно сказать в начале ответа на ваши вопросы и на ту озабоченность, которую вы сейчас высказали, сформулировали? Мы же все хорошо с вами знаем: в советское время, к сожалению, практически никогда мусор не утилизировался, то есть утилизировался определённым способом — просто его сваливали на так называемые полигоны, и всё.
<…> Страна производит в год где‑то 70 миллионов тонн отходов — огромная цифра, и эта проблема нарастает, мы, безусловно, должны её решать. Что там на самом деле, с чем мы имеем дело?
Где‑то у нас примерно 1100 этих полигонов, которые находятся в более или менее нормальном состоянии, десятки тысяч, хочу это подчеркнуть, работают либо «в серую», либо вообще являются незарегистрированными и просто свалками.
Это абсолютно недопустимая практика. Часть из всей этой деятельности криминализована. Что мы планируем и что должны сделать в ближайшее время?
Во‑первых, что касается этих заводов по утилизации, которая беспокоит людей, по сжиганию. То есть утилизация может быть разным способом осуществлена, это не только сжигание, но и переработка без всякого сжигания. У нас сто с лишним, по‑моему, 117 предприятий сейчас по утилизации этих отходов по сжиганию, но только несколько десятков — где‑то 38 примерно — работают более или менее по современным технологиям.
Мы должны кардинально изменить эту ситуацию. До 2024 года мы должны построить 200 заводов по утилизации отходов, а вся программа рассчитана на строительство 285 заводов. При этом речь, безусловно, идёт не о каких‑то керосинках, которые только ухудшают экологическую обстановку при сжигании отходов, а речь идёт о предприятиях самых современных, с новейшими технологиями.
Насколько мне известно, уже в средствах массовой информации показывали, как работают эти предприятия в других странах, в том числе, скажем, в Японии, где они расположены даже чуть ли не в центре крупных мегаполисов и городов. И работают весьма успешно, никаких нареканий со стороны граждан, которые проживают рядом с этими предприятиями, не имеется. Вот нам нужно идти по этому пути.
Разумеется, нужно делать это в тесном контакте и с волонтёрами, <…> с тем же Общероссийским народным фронтом, который много сделал для того, чтобы высветить эту проблему, и нужно дальше контролировать, что будет происходить в этой сфере и как это будет развиваться. И конечно, с государством и региональными органами власти. От региональных органов власти, от губернаторов очень многое будет зависеть в эффективности решения этой проблемы.

И, наконец, следующий пункт — это персональная ответственность за решение этих вопросов. <…>— 

### Генеральный прокурор России
В июне 2018 года Генеральный прокурор Российской Федерации Юрий Чайка заявил, что в Республике Дагестан, Марий-Эл, Тыва, Приморском крае, Курганской, Тульской, Томской областях выявлено отсутствие санитарного контроля на мусорных полигонах со стороны властей.
Кроме того, первый заместитель Генпрокурора Александр Буксман сообщил, что полигоны твёрдых бытовых отходов и свалки занимают 4 млн гектаров территории России, и ежегодно их площадь возрастает на 300 тысяч га. Он также отметил, что содержащиеся на полигонах и свалках токсичные вещества угрожают жизни и здоровью более 17 миллионов человек. По данным на 1 января 2018 года, по его словам, на территории страны размещено свыше 30 млрд тонн отходов.

### Минприроды Российской Федерации
По данным Министерства природных ресурсов и экологии России, ежегодно в стране образуется более 70 млн тонн твёрдых коммунальных отходов (ТКО), из них утилизируется только 7 %. Более 90 % размещается на полигонах либо пополняет несанкционированные свалки, сейчас, по их данным, их более 22 тыс. Как следует из нацпроекта «Экология», к 2024 году на переработку должны направляться 60 % ТКО (сейчас — только 7 %). К 2022 году должны быть введены в промышленную эксплуатацию 21,7 млн тонн мощностей по обработке ТКО, к 2024 году — 37,1 млн тонн.
В октябре 2018 года Минприроды подготовило проект указа о создании государственной управляющей компании, которая будет заниматься формированием комплексной системы обращения с твердыми коммунальными отходами. Создание единой компании-интегратора, которая будет сопровождать управление отраслью отходов, в рамках нацпроекта «Экология» анонсировал в августе 2018 года глава Минприроды Дмитрий Кобылкин. Учредителем госкомпании должно выступить Правительство Российской Федерации.
В январе 2019 года сообщалось, что Минприроды просит Генпрокуратуру проверить законность действий региональных чиновников при установлении тарифа на услугу операторов субъектов страны и определении нормативов накопления отходов. В обращении говорится, что руководство ряда субъектов не только не отслеживает соблюдения требований российского законодательства, но и создаёт условия для его нарушения. Ранее уже стало известно, что компании пожаловались главе Минприроды Дмитрию Кобылкину и вице-премьеру Алексею Гордееву на подобные «необоснованные и противозаконные» случаи в Краснодарском крае, Воронежской и Липецкой областях. По мнению компаний, подобные решения приведут к мусорному коллапсу и срыву реформы по обращению с отходами.

### Российский экологический оператор
14 января 2019 года президент России Владимир Путин подписал указ о создании компании по формированию комплексной системы обращения с твердыми коммунальными отходами (ТКО) «Российский экологический оператор». 19 февраля Председатель Правительства Российской Федерации Дмитрий Медведев назначил Дениса Буцаева руководителем Российского экологического оператора.

### Изменения на законодательном уровне
С 1 января 2019 года в силу должен был вступить новый порядок обращения с твёрдыми коммунальными отходами, при котором всю ответственность за работу с мусором берёт на себя региональный оператор. На этот порядок должны были перейти все регионы России. Но в декабре 2018 года Госдума внесла в закон поправки, разрешающие Москве, Санкт-Петербургу и Севастополю оставить всё как есть — не переходить на новые правила — ещё на три года, а другим регионам при форс-мажорных обстоятельствах не переходить на новый установленный порядок ещё год. Закон также позволяет ещё четыре года свозить мусор на нелицензированные свалки. Депутаты Госдумы называют это «страховкой от мусорного коллапса», а Минприроды — «особыми условиями перехода». Дума сообщает, что введение отсрочек для регионов — плавный переход к новым правилам, а принятые изменения нужны для неготовых к реформе субъектов страны. Но принятые решения, в том числе и намерения Правительства России ввести мораторий на рост платы за негативное воздействие на окружающую среду, как сообщает «Коммерсантъ», делают выгодным для компаний именно размещение отходов на полигонах.
В декабре 2019 года Госдума приняла закон о плате за негативное воздействие на окружающую среду, а именно: установлен запрет на сжигание необработанных отходов. Для начала из отходов нужно будет извлечь полезные фракции, а затем отправить их на сжигание. Закон вступил в силу 1 января 2020 года.

### Оценки экспертов
В мае 2020 года немецкие эксперты направили положительное заключение по проекту строящегося мусорозавода в Татарстане. Согласно выводам экспертизы немецких организаций LGA и Muller-BBM, работа завода по термическому обезвреживанию отходов не нанесет ущерба окружающей среде: «Дополнительная нагрузка загрязняющих веществ, вызванная заводом, весьма мала. Абсолютный уровень расчетных концентраций загрязняющих веществ представляется низким по сравнению с результатами, полученными в ходе моделирования рассеивания воздуха на сопоставимых предприятиях».

## Комментарии и цитаты
Комментарии
1. ↑  по состоянию на 2018 год

## Публикации в СМИ
- Барышева Елена. Как Архангельская область борется с московским мусором : репортаж : [арх. 04.12.2018] // Deutsche Welle : сайт. — 2018. — 2 декабря.
- Кузнецова Евгения, Антонова Елизавета. Архангельской области пообещали 10 млрд руб. за прием московского мусора : аналитика : [арх. 12.07.2019] // РБК : сайт. — 2018. — 18 октября.
- Путин рассказал, что ему приходилось лично разбираться с проблемой свалок : новости : [арх. 11.08.2019] // РИА Новости : сайт. — 2016. — 22 ноября.
- Neil MacFarquhar. Russians, Feeling Poor and Protesting Garbage, Suffer Winter Blues : аналитика : [арх. 23.06.2019] // The New York Times : сайт. — 2019. — 19 February.
- Matthew Luxmoore. State of decay: Moscow's rubbish prompts protests in Russia : аналитика : [арх. 13.07.2019] // Al Jazeera : сайт. — 2019. — 6 June.
- Чижова Любовь. "Власть боится". Приведут ли "мусорные бунты" к политическим протестам : интервью : [арх. 18.02.2019] // Радио Свобода : сайт. — 2018. — 5 апреля.
- Гордиенко Ирина. Мусорный ветер перемен : обзор : [арх. 30.03.2018] // Новая Газета : сайт. — 2018. — 28 марта.
- Барышева Елена. Год мусорных бунтов в России: что это было? : аналитика : [арх. 22.12.2018] // Deutsche Welle : сайт. — 2018. — 20 декабря.
- Вареник Ярослав. Мусорный протест в Шиесе. Без головы, но в лицах : аналитика : [арх. 09.06.2019] // Фонтанка.Ру : сайт. — 2019. — 4 июня.
- Комарова Валерия, Подобедова Людмила. Мусор под госконтролем: кто будет регулировать рынок отходов : аналитика : [арх. 30.03.2019] // РБК : сайт. — 2018. — 12 октября.
- Чернин Сергей. Миллиарды в помойку: как Россия будет выходить из мусорного кризиса : аналитика : [арх. 19.10.2018] // Forbes : сайт. — 2018. — 27 мая.
- Егоров Иван. Погрязли : аналитика : [арх. 25.02.2019] // Российская Газета : сайт. — 2018. — 28 июня.
- Мусорный кризис назрел и продолжает нарастать : интервью : [арх. 27.03.2019] // Коммерсантъ : сайт. — 2018. — 28 сентября.
- Кутузова Мария. От теории к практике : аналитика : [арх. 21.06.2019] // Коммерсантъ : сайт. — 2018. — 19 октября.
- Завьялов Юрий. Минпромторг оценил создание «мусорной» отрасли в 5 трлн руб. : аналитика : [арх. 05.09.2018] // РБК : сайт. — 2018. — 12 февраля.
- Просветов Иван. Мусорный кризис : аналитика : [арх. 27.03.2019] // Ведомости : сайт. — 2018. — 13 марта.
- Милованов Петр. Мусорный кризис : аналитика : [арх. 09.05.2019] // Росбалт : сайт. — 2018. — 5 апреля.
- Хачатуров Арнольд. В одном «Ядрово» от Калифорнии : аналитика : [арх. 05.06.2019] // Новая Газета : сайт. — 2019. — 21 апреля.
- Сапрыкина Вера. Бумага отдельно, пластик отдельно. В Москве введена пилотная программа по раздельному сбору мусора : новости : [арх. 25.04.2019] // BFM.RU : сайт. — 2019. — 24 апреля.
- Никитина Ольга. Мусорный атлас : аналитика : [арх. 20.06.2019] // Коммерсантъ : сайт. — 2018. — 13 июля.
- Гордеев Владислав, Романов Валерий. В городах России прошли протесты против мусорных свалок : аналитика : [арх. 15.05.2019] // РБК : сайт. — 2019. — 3 февраля.
- Зеленая Дарья. Клин Страсбургом вышибают: ЕСПЧ начал рассмотрение жалоб россиян по поводу свалки «Алексинский карьер» в подмосковном Клину // Новая газета. 29 октября 2019.